# Plectris griseohirta
Plectris griseohirta är en skalbaggsart som beskrevs av Frey 1967. Plectris griseohirta ingår i släktet Plectris och familjen Melolonthidae. Inga underarter finns listade i Catalogue of Life.